# Vagonul Arad
El Vagonul Arad fue un equipo de fútbol de Rumania que alguna vez jugó en la Liga I, la liga de fútbol más importante del país.

## Historia
Fue fundado en el año 1911 en la ciudad de Arad y pronto se convirtió en uno de los equipos más fuertes de la ciudad. Estaba afiliado a la empresa ferroviaria ASTRA.

### Fundación
Fue fundado luego de la fusión de los equipos AMEF (Asociația Muncitorilor pentru Educație Fizică) y CA Al Fabricii de Vagoane, conservando el nombre del primero hasta 1948.
Al finalizar la Primera Guerra Mundial lograron jugar en tres temporadas en la máxima categoría, pero en ninguna ocasión disputaron el título de liga. Entre 1932 y 1940 estuvieron en la Liga I, obteniendo el subcampeonato en la temporada 1935/36.
En 1940 AMEF se disolvió por el régimen legionario, pero al finalizar la Segunda Guerra Mundial jugaron en dos temporadas en la Liga II.

### 1948/62
En 1948 se fusionaron con el Astra Arad y dieron origen al UFA-AMEFA, jugando tan solo una temporada en la Liga III luego de estar hasta 1955 en las ligas regionales. En 1955 cambiaron su nombre a Metanul y jugaron en la Liga II y en la Liga III. En 1957 cambiaron su nombre a Energia y estuvieron en la Liga II, retornando un año más tarde a su nombre anterior y manteniéndose en la Liga II hasta 1962.

### 1962/89
En 1962 cambiaron su nombre a Vagonul por su patrocinador Întreprinderea de Vagoane Arad, vagando entre la segunda y tercera categoría hasta 1968, año en el que ascendió a la Liga I, año en el que llegaron a las semifinales de la Copa de Rumania. Solamente duraron una temporada en la máxima categoría, viviendo una caída libre hasta la Liga III.
En 1973 se fusionaron con el CFR Arad para salvarse del descenso a las ligas regionales adoptando el nombre Urinea y jugando en la Liga II hasta 1977 y en 1974 cambiaron su nombre a Rapid Arad, estando entre la segunda y tercera categoría hasta 1987.

### 1989/2006
En 1989 retornaron a la Liga II y en 1991 cambiaron su nombre otra vez a Astra, el cual solo usaron una temporada tras descender a la Liga III. Cambiaron a FC Arad en 1994, Telecom Arad en 1996 y Romtelekom hasta 2005.
Al terminar la temporada 2005/06 el club terminó en 13.eɽ lugar y descendiendo a la Liga IV, por lo que decidieron desaparecer al equipo.
El club jugó un total de 9 temporadas en la Liga I, disputando 184 partidos y obteniendo 183 puntos.

## Palmarés
- Liga II (1): 1967–68
- Liga III (5): 1956, 1963–64, 1971–72, 1979–80, 1988–89